# Jean Victor Marie Moreau
 (avril 2023).
Pour les articles homonymes, voir Moreau.
Cet article possède un paronyme, voir Jean Moreau.
Jean Victor Marie Moreau, né le 13 février 1763 et ondoyé le 14 février 1763 à Morlaix (Finistère) et mort le 2 septembre 1813 à Laun (parfois orthographié Lahn ou Louny), en Bohême, est un général français de la Révolution, également feld-maréchal de Russie et maréchal de France à titre posthume.

## Biographie

### Famille

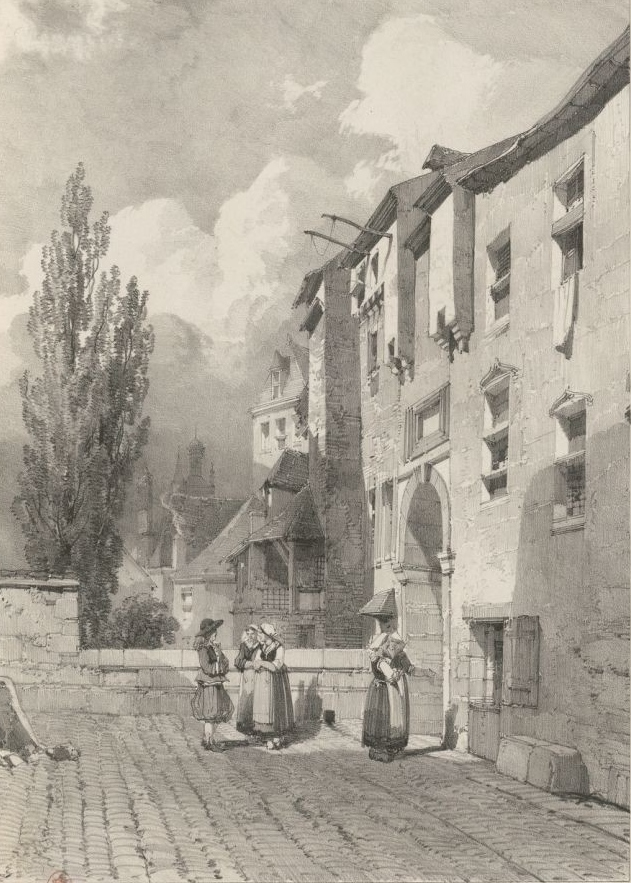
Auguste Mayer : Maison où est né le général Moreau à Morlaix

Son père, Gabriel-Louis Moreau, sieur de Lizoreux (1730-1794), conseiller du roi, était avocat estimé puis juge, lieutenant civil au bailliage de Morlaix, et sa mère Catherine Chapperon de L'Isle (1730-1775), était la fille d'un négociant et la petite-fille de Pierre Bernard de Basseville, un corsaire morlaisien. Jean Victor perd sa mère jeune et est élevé par son père, aux côtés de ses frères et sœurs.
Le père fut guillotiné à Brest le 13 juillet 1794, après avoir été condamné pour avoir caché des prêtres réfractaires, avoir été « l'agent d'émigrés » et avoir fait passer de l'argent au marquis de Lescoët.
Sur les quinze enfants nés du mariage, huit survécurent. Le frère cadet de Victor, Joseph (1764-1849), est d'abord avocat ; membre du Tribunat le 24 pluviôse an VIII (13 février 1800), il proteste contre l'accusation portée contre son frère. Sous la Restauration, il est administrateur des Postes, député d'Ille-et-Vilaine, préfet de Lozère, puis préfet de Charente.
Le plus jeune des frères, Pierre-Marie-Lubin, est aide de camp de Victor, puis colonel et baron sous la Restauration.
La famille est apparentée à Maupertuis (1698-1759), savant, mathématicien, physicien et philosophe.

### Études
Après qu'il a effectué ses études secondaires au collège du Kreisker à Saint-Pol-de-Léon, malgré le désir de son fils, Gabriel Moreau n'a pas voulu qu'il entre dans l'armée et lui a imposé d'étudier le droit à l'Université de Rennes, afin de le destiner à une carrière judiciaire, L'école de droit de Rennes est réputée et parmi ses professeurs, on trouve Jean-Denis Lanjuinais, Isaac Le Chapelier et Gohier. Moreau est un étudiant prolongé qui reste sept ans à l'école, devenant le « prévôt du droit », c'est-à-dire celui qui est chargé de faire régner l'ordre et la discipline.
Le romancier et folkloriste, Émile Souvestre, se faisant le scribe de son père, Baptiste, étudiant à Rennes lui-aussi, décrit Moreau dans les Mémoires d'un sans-culotte bas-breton :

« Il était renommé pour son coup d'œil et son heureuse humeur. Il exerçait sur ses compagnons une sorte de magistrature : c'était lui qui jugeait les querelles, essayait de les apaiser ou, au contraire, autorisait le duel. Il mettait aux voix l'expulsion des étudiants qui avaient pu forfaire à l'honneur. Son autorité s'étendait jusqu'au théâtre où il décidait du rejet ou de l'acceptation des acteurs. Simple de goûts, généreux, dévoué, Moreau était chéri de ses compagnons. »

### Débuts de la Révolution française

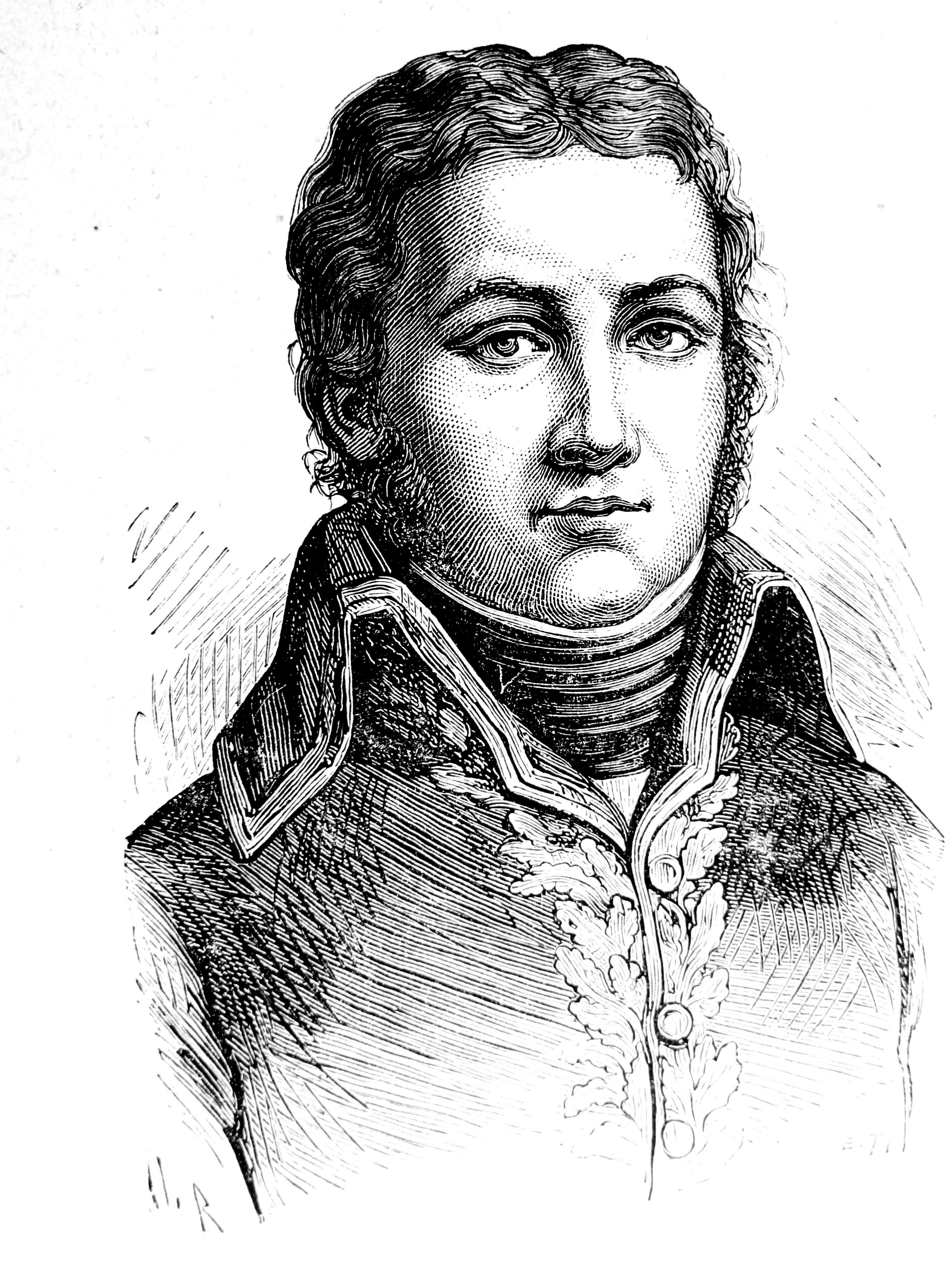
Moreau par H. Rousseau

En 1788, peu avant la Révolution française, le Parlement de Bretagne à Rennes refuse d'enregistrer les édits de Brienne qui bouleversent l'organisation judiciaire de la Bretagne et instituent les mêmes droits et impôts qu'ailleurs, dont les droits sur le sel (la gabelle) au mépris des clauses de l'édit d'Union de 1532.
Des troubles éclatent pour défendre les magistrats et des soldats sont envoyés pour les obliger à obéir. Moreau, en tant que prévôt du droit, organise les étudiants en une milice qui prend part aux échauffourées entre les jeunes nobles et le peuple, devenant ainsi célèbre en Bretagne sous le nom de « général du Parlement ». C'est son premier acte notable, à la fois politique et militaire.
L'arrestation de deux magistrats provoque l'émeute à Rennes et les corps constitués s'insurgent. Moreau écrit à toutes les universités du royaume pour les informer que l'ordre des avocats de Rennes « suspendait ses fonctions devant des magistrats qui seraient assez lâches pour renoncer au plus beau de leur droit : l'enregistrement. À l'exemple de la Cour [de justice] de Rennes, nous avons cru devoir nous refuser à prêter serment aux lois de notre pays, devant des hommes qui concouraient à leur destruction, après avoir juré d'en être les défenseurs. »
Le 26 janvier 1789, lors de la journée des bricoles, une troupe d'agitateurs composée pour une grande part de domestiques de nobles, s'attaque à des étudiants devant la porte d'un café. Moreau organise la résistance, fait enlever les armes de la milice bourgeoise de leur magasin, et appelle à la rescousse 400 étudiants de Nantes. Le lendemain matin, les étudiants se sont rendus maîtres du pavé, sur lequel on trouve de nombreuses bricoles (cordes qui servent aux chaises à porteurs), d'où le nom de « journée des bricoles » qui est resté. Les affrontements continuent le jour suivant, car toute la jeunesse qui soutenait les idées nouvelles vient se mettre sous les ordres de Moreau.
Alors que les États-Généraux se sont ouverts le 20 mai 1789, Victor Moreau se fait initier en octobre comme franc-maçon, dans la même loge (la Parfaite union) où officiait Isaac Le Chapelier, il ne cesse durant sa vie d'être en relation avec sa loge mère, ou il figure sur les actes de la loge entre  1805 et  1810, durant le temps de son exil et avec le grade de « Chevalier d'orient ». Des compagnies de gardes nationaux ayant été formées dans les villes, il réunit une compagnie de canonniers de la garde nationale de Rennes et est élu capitaine. En 1790 il préside la confédération de la jeunesse bretonne et angevine réunie à Pontivy à partir du 19 janvier 1790. Il dépose l'acte fédératif sur l'autel de l'église où ont lieu les réunions et improvise un serment solennel :

« Nous jurons par l'honneur de rester à jamais unis par les liens de la plus étroite fraternité ; nous jurons de combattre les ennemis de la Révolution, de maintenir les droits de l'homme et du citoyen, de soutenir la nouvelle constitution du Royaume et de prendre, au premier signal du danger, pour cri de ralliement, vivre libre ou mourir. »

Quelque temps après, il passe ses examens d'avocat, mais il n'exercera jamais ce métier.

### Carrière militaire

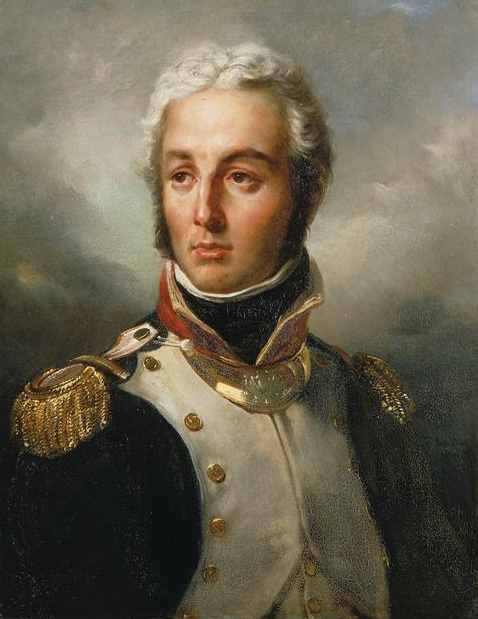
Jean Victor Marie Moreau, lieutenant-colonel du 1er bataillon d'Ille-et-Vilaine en 1792, François Bouchot, 1835.

En septembre 1791, il est élu lieutenant-colonel du 1er bataillon de volontaires d'Ille-et-Vilaine qui part immédiatement pour la frontière de l'Est. Avec eux il sert en 1792 à l'armée du Nord de Dumouriez. Le 9 février 1793, il s'empare du fort de Stephenswerth. En mars, il se signale à Neerwinden. Sous les ordres de Joseph Souham, il se distingue dans la défense de Dunkerque encerclée par les Anglais et reçoit le grade de lieutenant-colonel puis celui d'adjudant général. À la fin de l'année 1793 le 20 décembre, la bonne conduite de son bataillon, son caractère martial et ses principes républicains lui assurent une promotion comme général de brigade, en même temps que Napoléon Bonaparte qui venait de se montrer comme l'artisan principal de la reprise de Toulon aux Anglais.
Carnot, réputé pour avoir bon œil quant aux qualités d'un chef, le promeut général de division le 14 avril 1794, et lui donne le commandement de l'aile droite de l'armée dans les Flandres. Il prend Courtrai et Menin et contribue à la victoire de Mouscron le 29 avril 1794. D'abord sous les ordres de Souham, il passe sous ceux de Pichegru et prend successivement Ypres, Bruges, Ostende, Nieuport et L'Écluse. Après la prise de Nieuport en juillet 1794, il reçoit l'ordre de massacrer les habitants de la ville. Il refuse d'obéir, conduisant Robespierre à réclamer sa tête devant la Convention le 26 juillet 1794. Ce dernier est renversé le lendemain, ce qui sauve la vie du général Moreau. Son père est guillotiné à Brest quelques jours plus tard ; choqué, Moreau est à deux doigts de passer à l'ennemi.
Sous le commandement de Pichegru, la Hollande est prise. Le 3 mars 1795, il est nommé commandant en chef de l'armée du Nord, en remplacement de Pichegru. Son principal rôle est de maintenir le bon fonctionnement de la convention passée entre la République française et la République batave (ex-République des Provinces-Unies) sans interférer dans les affaires de celle-ci.

### Général en chef sur le Rhin

Sabre de Jean Victor Moreau

La bataille de Tourcoing de 1794 établit sa célébrité militaire, et deux ans plus tard, il obtient la direction de l’armée de Rhin-et-Moselle en remplacement de Desaix le 21 avril 1796, avec laquelle il franchit le Rhin et avance en Allemagne. Moreau commande en chef pour la première fois au mois d’avril 1796 l'armée du Rhin et Moselle. Il passe ce fleuve au mois de juin, alors que Napoléon Bonaparte se rend maître de toute l'Italie.
Au début, il est victorieux (prise de Mayence et de Kehl, victoires de Heydenheim le 11 août 1796 puis de Mainbourg le 7 septembre) mais il se heurte aux Autrichiens aux abords de Ratisbonne et Munich qui le forcent à la retraite (compte tenu des défaites de Jourdan à Amberg et Wurtzburg en août et septembre 1796). Celle-ci est considérée comme un modèle du genre d'autant qu'il ramène plus de cinq mille prisonniers.
En avril 1797, après des difficultés prolongées par le manque d'argent et de matériel, il traverse à nouveau le Rhin en même temps que Hoche mais leurs opérations sont interrompues par les préliminaires de la paix de Leoben.
À Cologne, il avait réorganisé l'armée de Sambre-et-Meuse pour en confier ensuite le commandement au général Hoche. En avril, il lance la troisième campagne d’Allemagne et attaque les forces autrichiennes et reprend le fort de Kehl, en faisant plusieurs milliers de prisonniers.
C'est à cette époque qu'il découvre la correspondance secrète et codée établissant la trahison entre son ancien camarade et chef Pichegru et l'émigré prince de Condé (affaire du fourgon de Klinglin saisi lors de la prise d’Offenbourg 21 avril 1797). Il a été le témoin de Pichegru contre des premières dénonciations de déloyauté, mais il s’aperçoit alors que son attitude le rend lui-même suspect de complicité. Il tarde à transmettre -en antidatant le signalement- ces éléments de preuve au Directoire, tandis que le coup d’Etat du 18 fructidor entraîne la chute de Pichegru et son emprisonnement à Cayenne. Moreau, convoqué à Paris et soupçonné de déloyauté, est mis en réforme le 23 septembre perdant son commandement.

### Guerre en Italie
Il est démis et ce n'est qu'en l'absence de Bonaparte et l'avance victorieuse de Souvorov qui rend nécessaire l'emploi d'un général d'expérience, qu'il reçoit le commandement de l'armée d'Italie. Le 21 avril 1799 il est rappelé comme commandant en chef de l'armée d'Italie à la place de Schérer. Le 22 juin 1799, il remporte la victoire de San Giuliano.
Il reste avec son successeur Joubert jusqu'à la bataille de Novi où ce dernier est tué. Il mène alors la retraite et remet les troupes entre les mains de Championnet
En 1799, Moreau ne semble plus jouir d'aucun crédit, ni dans l'armée, ni au sein la nation. Sa conduite lors du coup d'État du 18 fructidor an V l'a discrédité dans tous les partis .
Quand Bonaparte revient d'Égypte, il trouve Moreau à Paris, très mécontent du Directoire, tant comme militaire que comme républicain
Il refuse en 1799 de prendre la tête d'un soulèvement militaire contre le Directoire. Lors du coup d'État du 18 Brumaire, après que Bonaparte eut pris le commandement de la 17e division militaire et des troupes qui sont à Paris, il donne celui des Tuileries à Lannes, celui du château de Saint-Cloud à Murat, celui de la chaussée de Paris et Saint-Cloud à Sérurier, celui de Versailles à Macdonald et celui du Luxembourg à Moreau. 400 hommes de la 96e sont destinés à marcher sous ses ordres pour garder ce palais ; ils s'y refusent ; disant qu'ils ne veulent pas marcher sous les ordres d'un général qui n'est pas patriote. Napoléon doit s'y rendre lui-même et les haranguer pour lever ces difficultés. Il prête main-forte à Bonaparte en bloquant deux des directeurs, Gohier et Moulin, dans le Luxembourg et les obligeant à signer leur démission.
Le nouveau Premier consul Bonaparte lui confie l'armée du Rhin

### Consulat et Empire
Pendant l'armistice de Parsdorf, Moreau, ayant fait un voyage à Paris, descend aux Tuileries alors qu'il n'y est pas attendu. Comme il est avec le Premier consul, le ministre de la guerre, Carnot, arrive de Versailles avec une paire de pistolets, couverts de diamants d'un très haut prix, destinés au Premier consul qui les prend et les remet à Moreau, en disant : « Ils viennent fort à propos. » Cette scène n'est pas arrangée, et cette générosité frappe le ministre.

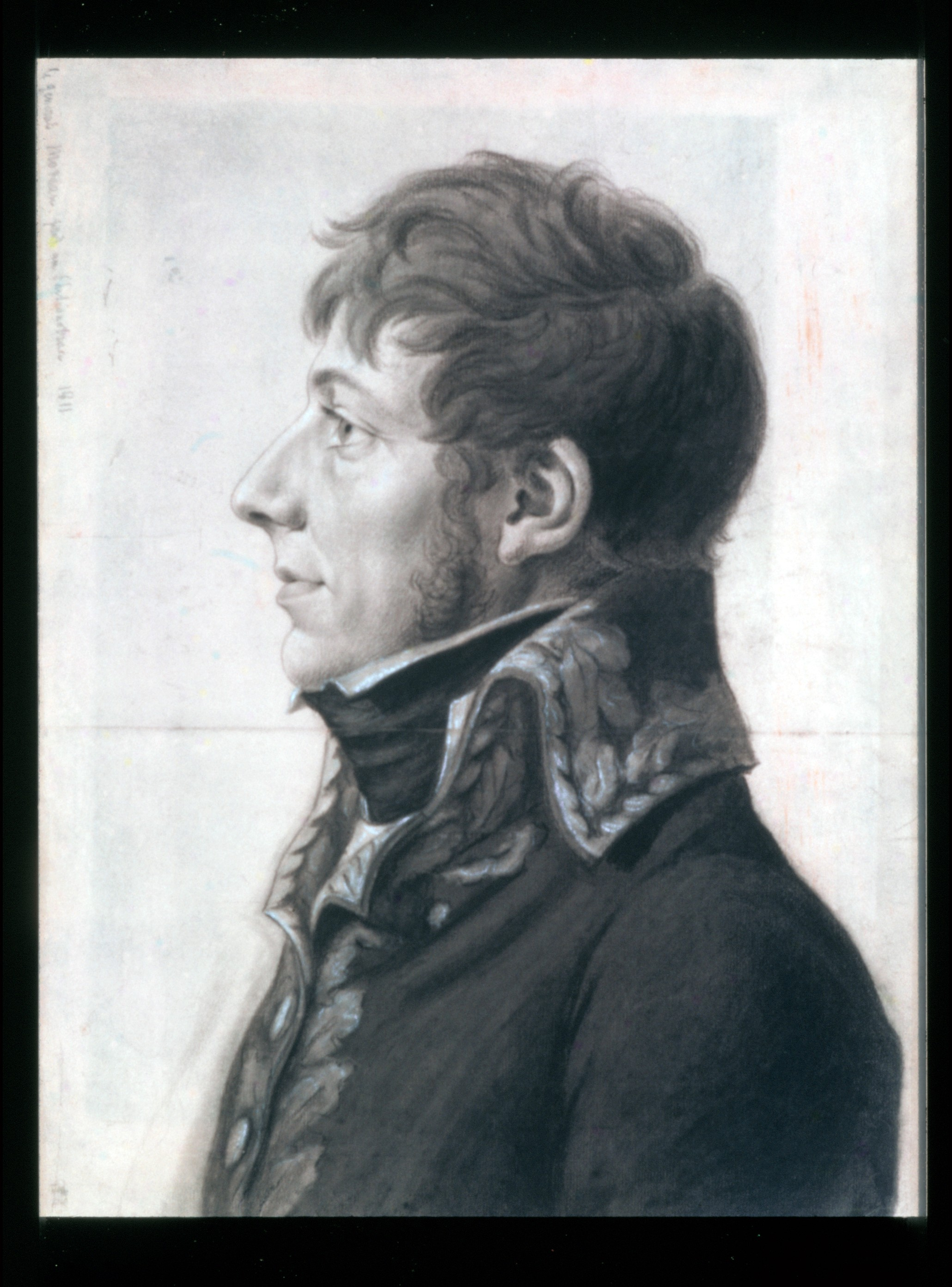
Jean-Victor Moreau, 1806

Ayant repoussé les offres de Bonaparte de le marier avec sa sœur Caroline Bonaparte ou avec sa belle-fille Hortense de Beauharnais,, puis avec la fille d'un de ses obligés, Moreau épouse en 1800, sans prévenir, Mlle Eugénie Hulot d'Osery (1781-1821), sœur de Étienne-Hélène-Constant Hulot d'Osery, fille de Guérit Hulot, trésorier principal de la marine et des colonies aux Mascareignes, et de Perrine Jeanne Lory des Landes, une riche créole de l'Île de France (actuelle Île Maurice), opposée au cercle de Joséphine de Beauharnais, dont la famille ambitieuse prend une ascendance complète sur lui. Le Premier Consul goûte peu ces manifestations d'indépendance et commence à s'en méfier.
Il se conduisait toujours très simplement, ne recevant que des anciens militaires.
Mis à la tête de l'armée française du Rhin pendant l'année 1800, avec à sa demande Charles Malenfant comme adjoint à l'État-major, il traverse le Rhin le 25 avril. Il commence par remporter début mai une victoire sur les Autrichiens de Kray à la bataille d'Engen Dans le même temps, le général Lecourbe, son lieutenant, remporte un succès complet sur un corps autrichien à la bataille de Stockach. Deux jours après, Moreau livre une nouvelle bataille assez sanglante à Moëskirch et réussit encore à vaincre les Autrichiens de Kray. S'ensuit une série ininterrompue de succès pour l'armée française du Rhin. Moreau et Lecourbe réussissent notamment à forcer le passage du Danube après une nouvelle victoire à Höchstadt. Le général autrichien Kray signe alors un armistice à Parsdorf le 15 juillet. L'armée française du Rhin, sur sa lancée, s'établit en Bavière.
Quelques mois plus tard, l'armistice est rompu. L'armée autrichienne, commandée dorénavant par l'archiduc Jean, lance une offensive en direction de Moreau pour le refouler jusqu'au Rhin. Le général français prépare la riposte. Il évacue son quartier général de Haag, en avant de la forêt de Hohenlinden, à l'Est de Munich, et feint la retraite. Il installe son corps d'armée sur la lisère Nord de la forêt pour tendre une embuscade dans une large clairière qu'il a repérée.

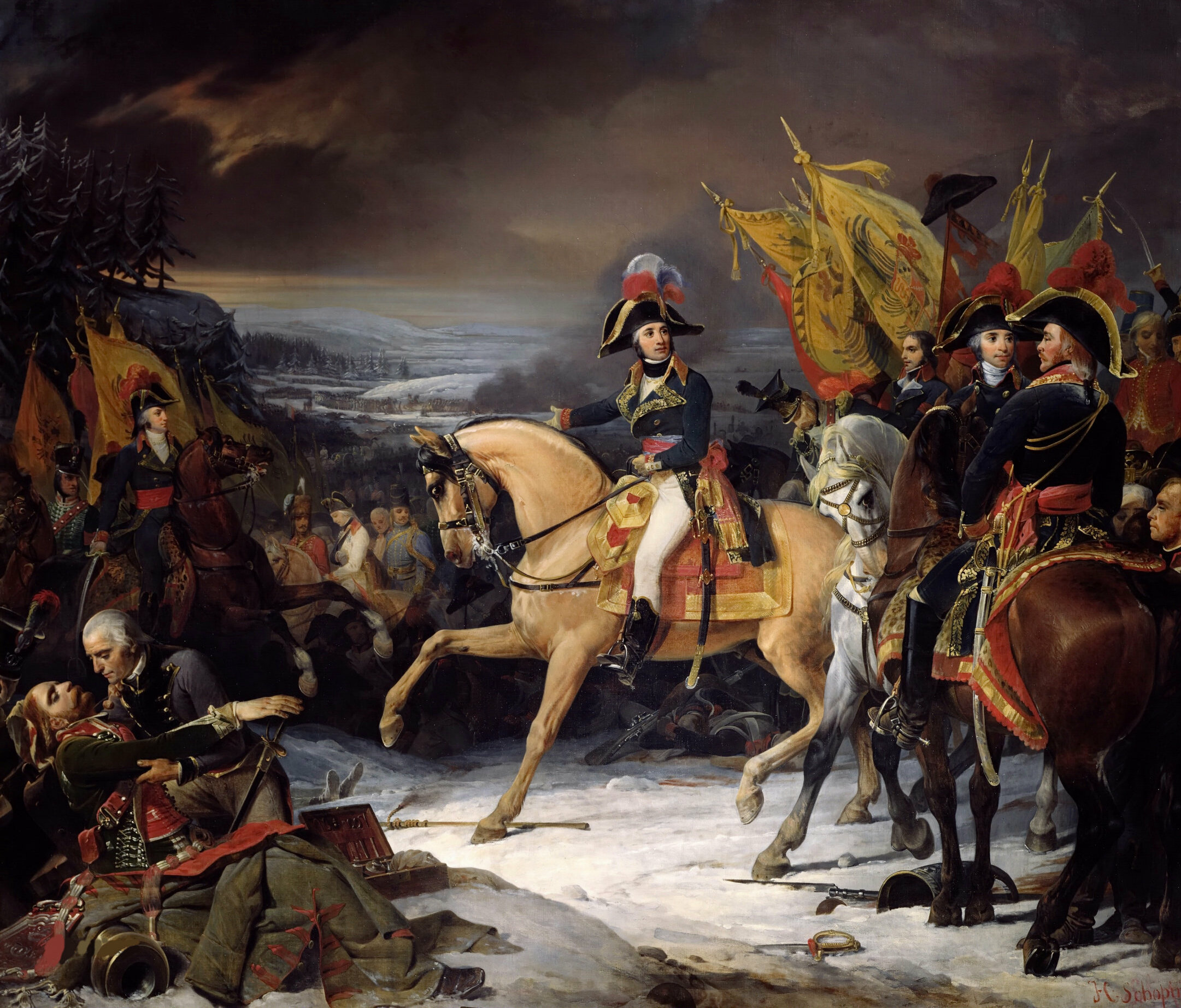
Bataille de Hohenlinden, Henri Frédéric Schopin, vers 1835.

Le 3 décembre 1800, sous la neige, s'engage la bataille de Hohenlinden. Le commandant autrichien, trop confiant et les croyant en train de s'effondrer, fait manœuvrer son armée en direction des Français. Trois colonnes autrichiennes s'avancent par les seules routes existantes, dont une seule est empierrée. C'est alors que la contre-offensive française débute. Grouchy, Ney et Richepanse attaquent la colonne autrichienne du centre par le flanc, de front, et par les arrières. Les 48e, 57e, 76e et 46e demi-brigades chargent la baïonnette en avant et culbutent tout ce qu'elles rencontrent sur leur passage. Les bataillons autrichiens et bavarois sont culbutés les uns sur les autres, des milliers d'ennemis sont capturés en peu de temps, car la colonne autrichienne du centre est écrasée. Dans le même temps, Grenier et Decaen repoussent, quant à eux, les deux autres colonnes autrichiennes et leur font aussi bon nombre de prisonniers. La victoire des Français est décisive et donc stratégique. Les généraux français Richepanse et Lecourbe se mettent immédiatement à la poursuite des Autrichiens, occasionnant encore de nombreux prisonniers.
Vienne, capitale de l'empire d'Autriche est bientôt menacée. Les Autrichiens capitulent et demandent la paix. C'est la fin de la guerre et les Français de Moreau l'ont terminée victorieusement. C'est aussi la dernière bataille des guerres de la Révolution française. C'est le traité de Lunéville qui confirme quelque temps après la défaite de l'Autriche.

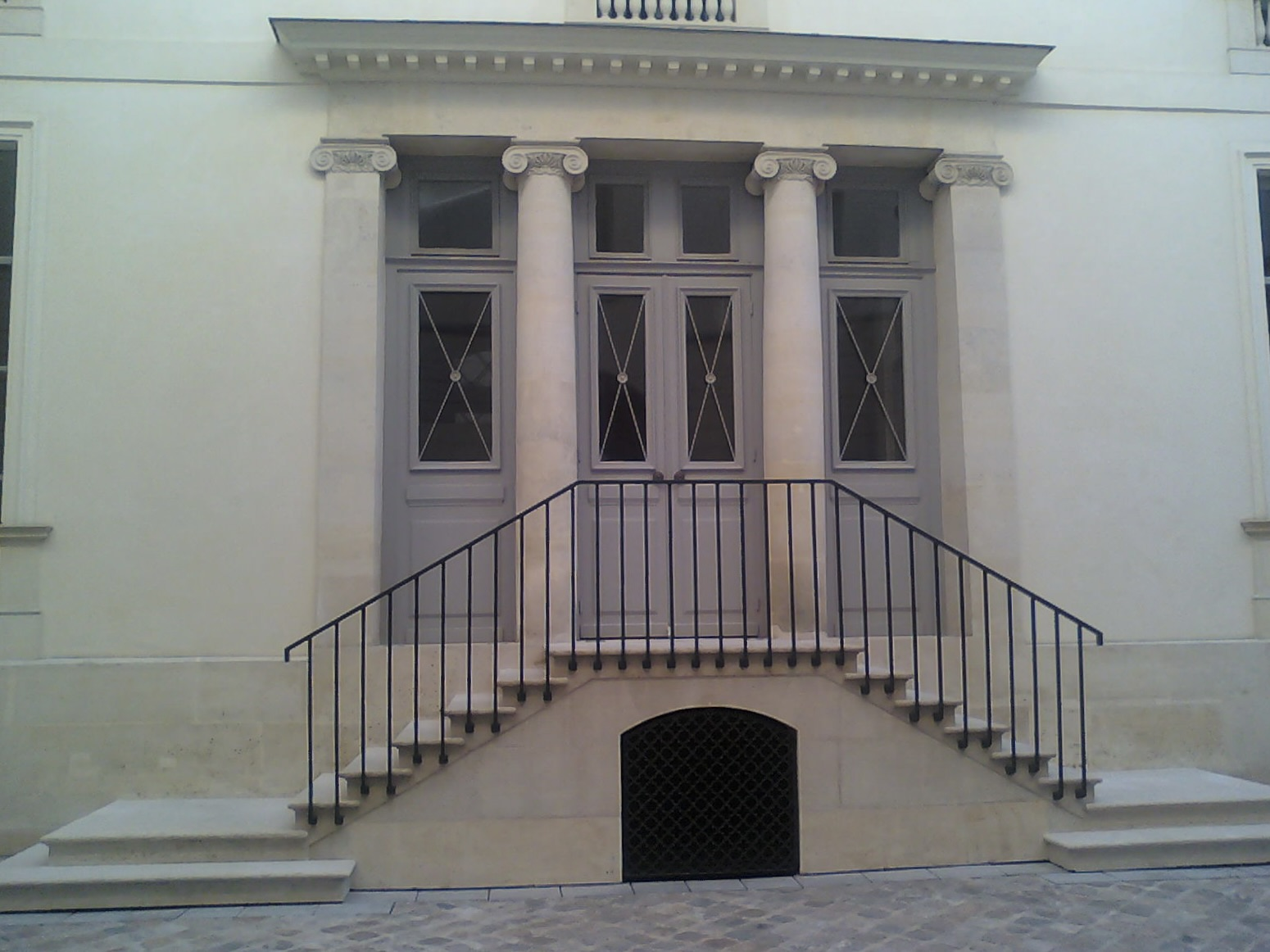
Portail d'entrée de l'hôtel Moreau à Paris.

Moreau revient ensuite en France pour jouir de la fortune obtenue pendant ses campagnes, bien qu'il n'ait jamais rien pris de biens étrangers pour son compte. Il devient propriétaire d'un hôtel rue d'Anjou (actuelle 20 rue de la Chaussée-d'Antin) à Paris, auquel il donne son nom, et l'occupe de 1799 à 1801,.
Il aménage l'hôtel d'Anjou et achète aussi pour 200 000 francs en 1801 à Paul Barras, qui s'exile en Belgique, le château de Grosbois dans le Val-de-Marne , où il va souvent pour chasser ; Grosbois étant situé à une vingtaine de kilomètres de son domicile parisien.
Sa femme rassemble les opposants à la montée du pouvoir de Bonaparte. Moreau se retrouve impliqué dans la conjuration de 1804, contre le Consul à vie, menée par Cadoudal et Pichegru. Moreau est arrêté le 16 février 1804 (26 pluviose an XII). Paris devenant une souricière, sont arrêtés Pichegru, Cadoudal et d'autres conspirateurs.
Le 6 avril Pichegru est retrouvé étranglé dans sa prison. Cadoudal est condamné à mort. Moreau est d'abord déclaré innocent par ses juges, puis est condamné à deux ans de prison après une seconde délibération exigée par Bonaparte, peine qui mécontente tout le monde, y compris Bonaparte qui réclamait sa tête ; quand il prend connaissance du verdict, Bonaparte laisse sans retenue éclater sa colère et s'écrie : « Ils me l'ont condamné comme un voleur de mouchoir ! ». Bonaparte, devenu depuis le 18 mai Napoléon 1er empereur,  heureux d'être débarrassé d'un opposant, commue la peine en bannissement et fait rayer Moreau des cadres de l'armée le 6 juillet 1804.
Les débats ouverts le 8 prairial an XII furent clos le 21 (soit du 28 mai au 10 juin 1804).

#### Exil
Moreau part pour les États-Unis d'Amérique via l'Espagne où il séjourne longuement. À son débarquement à Philadelphie en 1805, le général est accueilli avec enthousiasme ; une foule se presse sur les quais et plusieurs députés et sénateurs sont venus le saluer. À leurs paroles de bienvenue, il répond en s'inclinant, car à ce moment, il ne parle pas un mot d'anglais.
Il visite New York et sa région, et les autorités américaines donneront son nom à la future ville de Moreau. Il vit tranquillement à Morrisville, près de Trenton (New Jersey) où il a acquis une vaste propriété, qui devient le refuge de tous les exilés politiques. Il rencontre à plusieurs reprises le président Thomas Jefferson. Aux États-Unis, il perd son unique fils Victor Eugène (1802-1808).
Quand il apprend l'invasion de l'Espagne par Napoléon en 1808 puis la destruction de la Grande Armée en Russie en 1812, il est consterné. « Arrêter le tyran sanguinaire Bonaparte devient chez lui une obsession ».
Alors, probablement à l'instigation de son épouse, mais aussi après plusieurs visites de l'ambassadeur de Russie aux États-Unis lui proposant un poste de conseiller du tsar Alexandre Ier, il se rallie aux Alliés anti-français et décide de retourner en Europe.
Bernadotte, qui commande alors une armée contre Napoléon, l'introduit auprès du tsar Alexandre Ier. Dans l'espoir de revenir en France pour établir un régime républicain dans une Europe apaisée, il donne aux Alliés des conseils sur la conduite de la guerre. Le 27 juillet 1813, il débarque en Suède.

#### Fin de vie

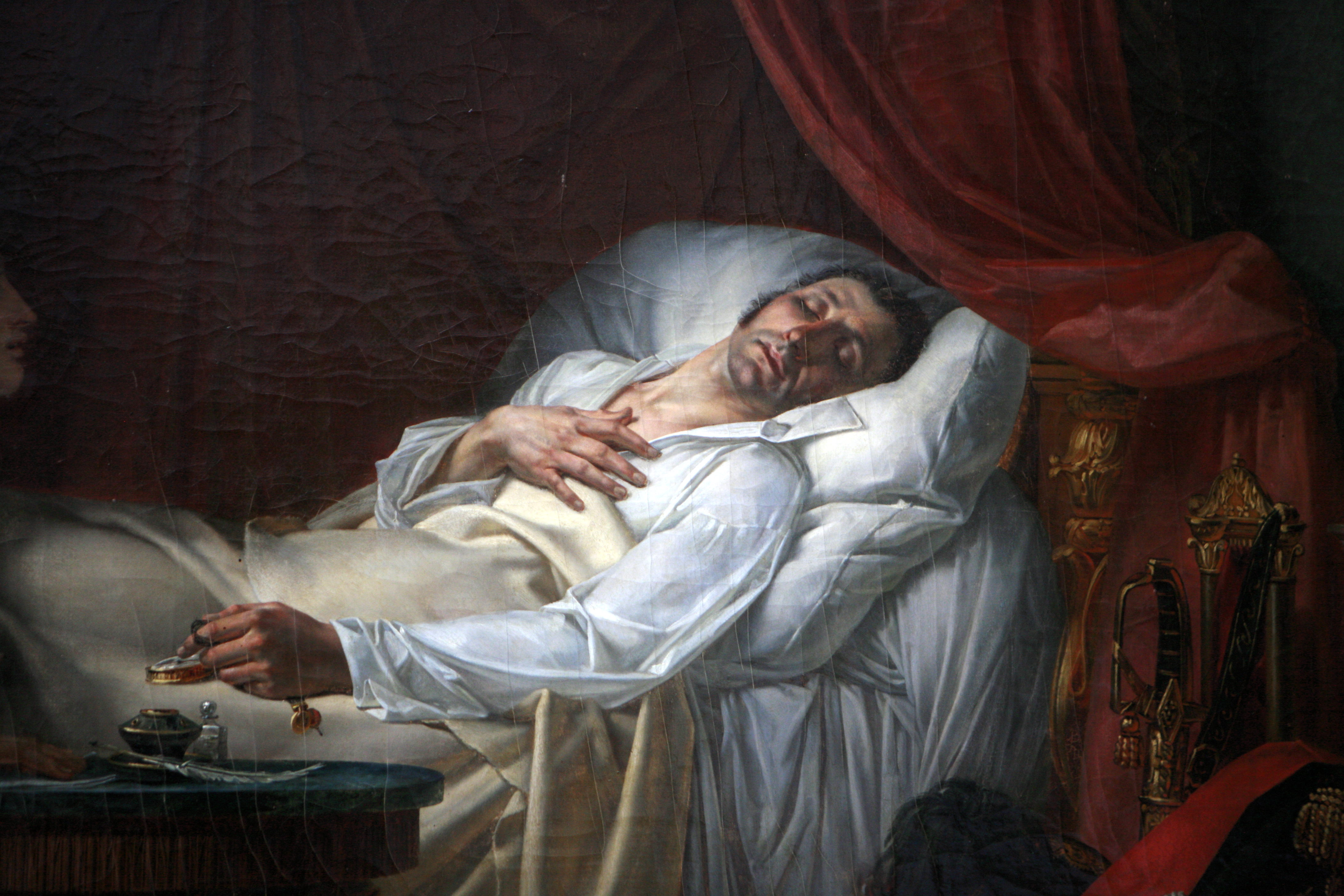
La Mort du général Moreau, par Auguste Couder

Le 27 août 1813 a lieu la bataille de Dresde. 

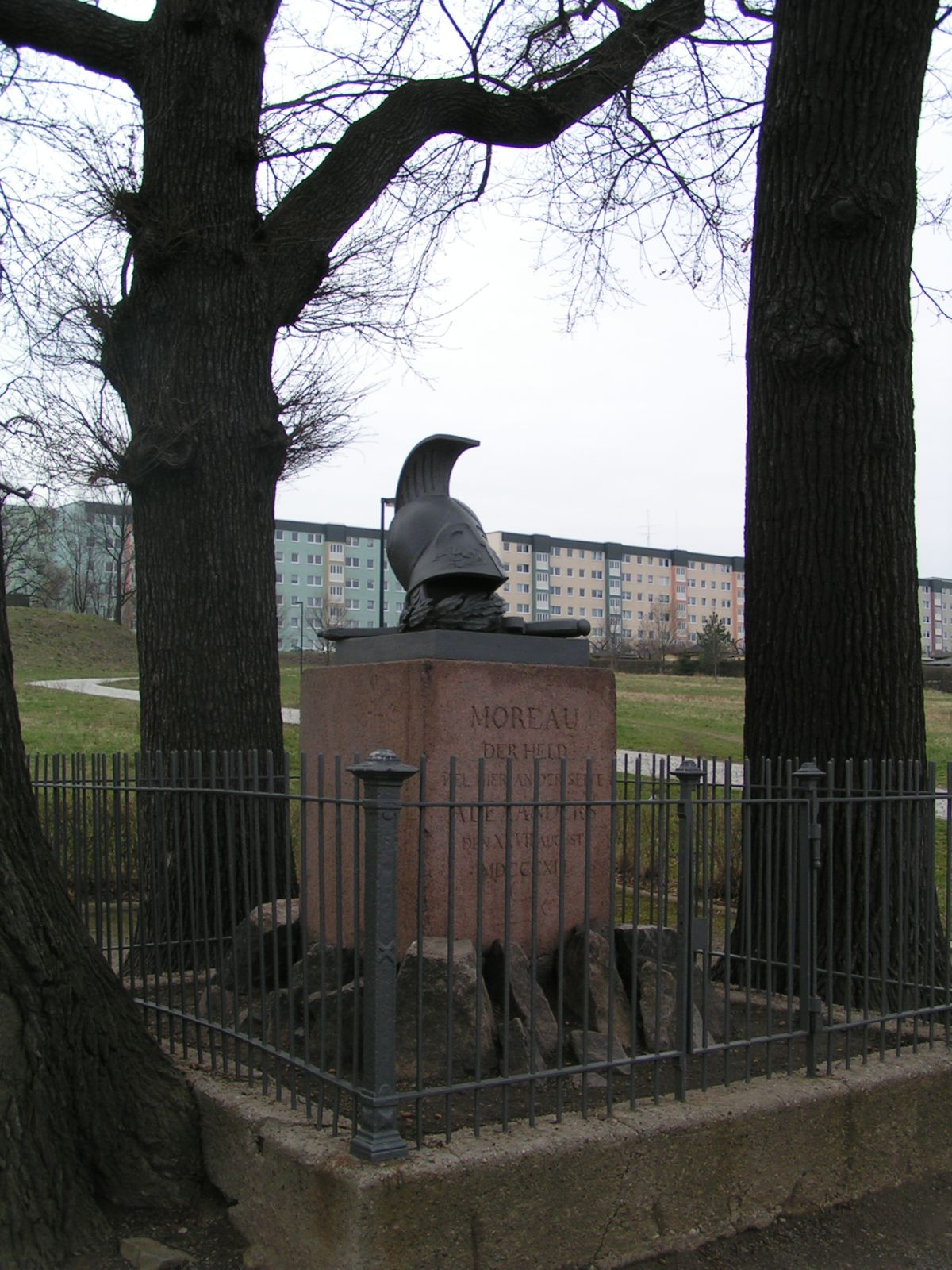
Mémorial sur le site de la bataille de Dresde.

Moreau se tient au milieu de l'État-Major des alliés coalisés. Un boulet français lui fracasse le genou droit et la jambe gauche. Amputé et transféré sur une litière à bras sur plus de 200 kilomètres vers Laun en Bohême où il arrive le 30 août, il y meurt trois jours plus tard le 2 septembre. Ses derniers mots furent : « Je n'ai rien à me reprocher »,.
Le tsar Alexandre Ier le fait inhumer dans la cathédrale catholique de Saint-Pétersbourg.
Son tombeau se trouve sur la perspective Nevski, dans la crypte de l'église Sainte-Catherine, l'une des cinq églises catholiques de Saint-Pétersbourg. À la suite d'un incendie en 1947, la crypte n'est plus accessible au public, seule à l'entrée une plaque commémorative (en russe et en français) indique que sa dépouille y repose. L'historien Valynseele, cité par Pierre Savinel dans son ouvrage paru en 1988, obtint des clichés du cercueil de la part de l'ambassade soviétique : sur le couvercle supérieur, on voit des restes d'un revêtement de velours avec des galons et des ornements de bronze. En tête et au pied du cercueil subsistent des plaques ouvragées en métal doré, avec des inscriptions en langue française ; sur la plaque au pied, il est gravé :

« Guide de l'éternité, il ne vécut sur cette terre que pour mourir dans la carrière qui mène à l'immortalité. »

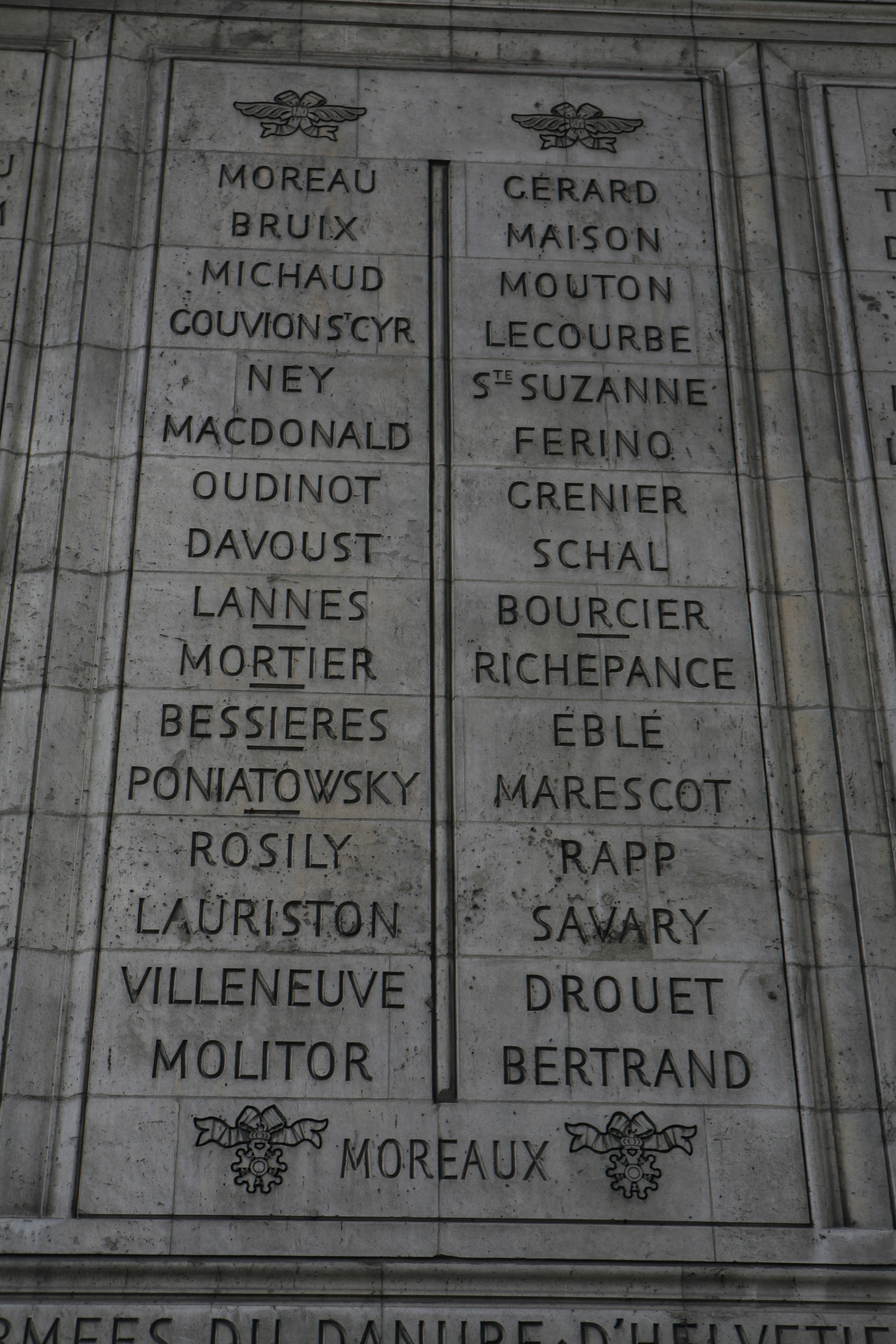
Noms gravés sous l'arc de Triomphe de l'Étoile : pilier Est, 13e et 14e colonnes.

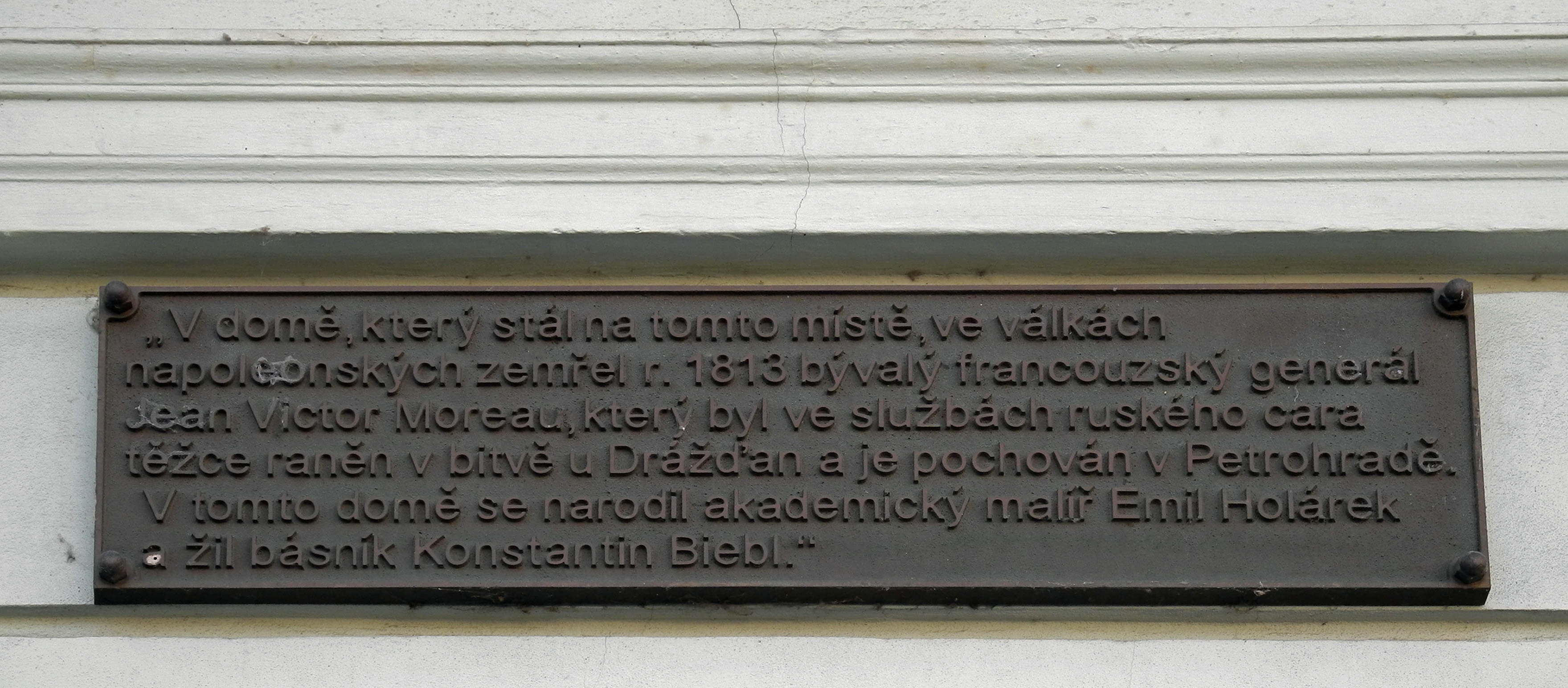
Plaque commémorative à son domicile 129 am Ring (Mírové náměstí), Louny dans l'actuelle Tchéquie.

Sa veuve reçoit une pension du tsar de 12 000 francs-or et Louis XVIII le fait maréchal à titre posthume. Son nom est gravé sur l'arc de Triomphe de l'Étoile à Paris.
Les frères et sœurs du général Moreau sont anoblis par décision royale du 8 octobre 1814, confirmée le 3 février 1817. La famille a relevé le nom de Lizoreux la même année. Stanislas Moreau de Lizoreux, né en 1846, est le premier à porter ce patronyme.
Le cœur du général est enterré au cimetière de la Chartreuse de Bordeaux, auprès de la maréchale Moreau, sa veuve, décédée à Bordeaux le 1er décembre 1821.

### Descendance

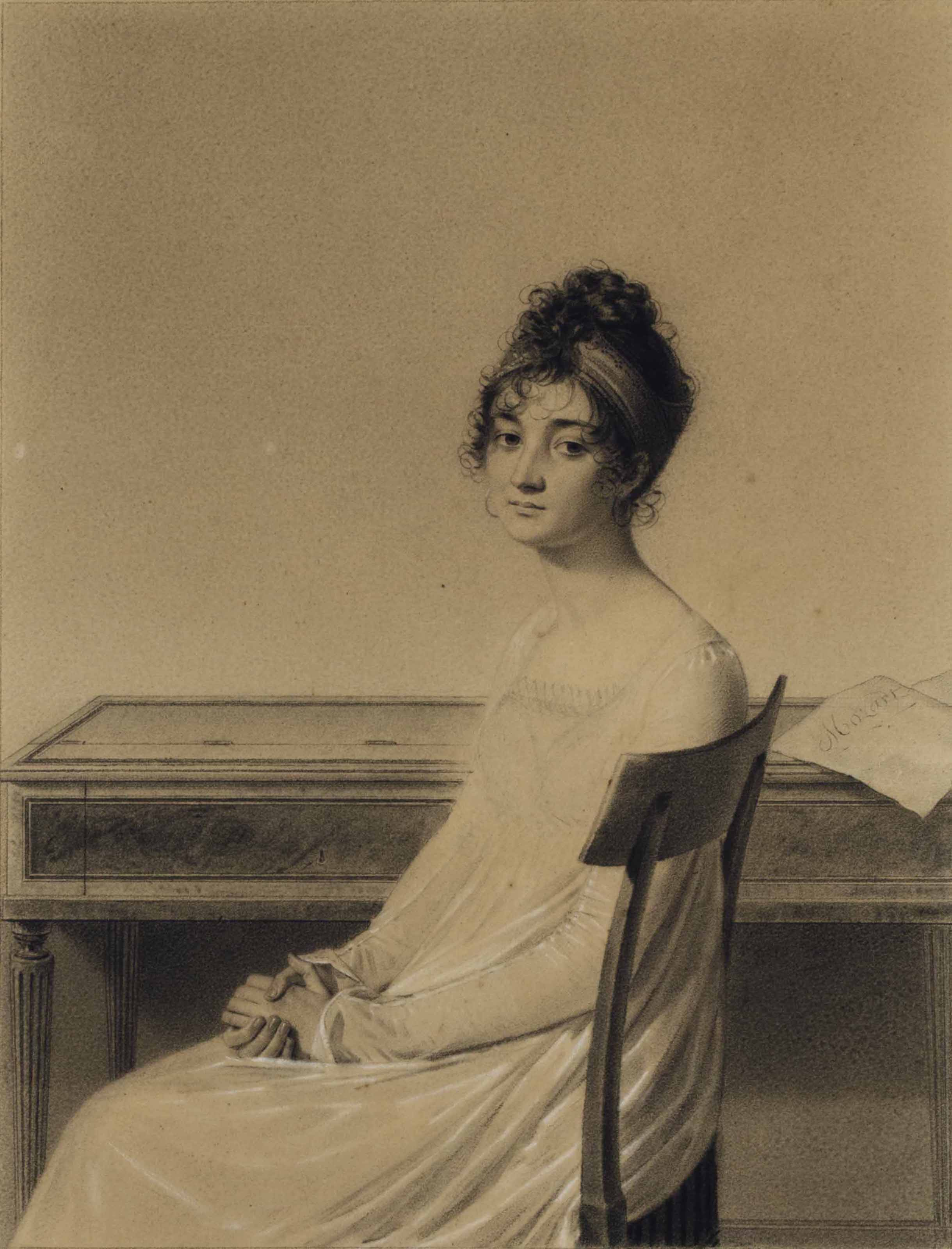
L'épouse Eugénie Moreau, v. 1800

Du mariage du maréchal Moreau avec Eugénie Hulot d'Osery sont issus deux enfants :
- Victor Eugène Moreau (1802-1808) ;
- Isabelle Moreau (1804-1877), mariée avec Ernest Dubois de Courval, conseiller général de l'Aisne, fils d'Alexis Dubois de Courval, conseiller général et député de l'Aisne, avec lequel elle a trois enfants : Alexandrine (1824-1897), Arthur (1826-1873) et Victor (1839-1891).